# Opacifrons brevistylus
Opacifrons brevistylus är en tvåvingeart som beskrevs av Marshall och Langstaff 1998. Opacifrons brevistylus ingår i släktet Opacifrons och familjen hoppflugor. Inga underarter finns listade i Catalogue of Life.